# 223263 Cheikhoumardia
223263 Cheikhoumardia è un asteroide della fascia principale. Scoperto nel 2003, presenta un'orbita caratterizzata da un semiasse maggiore pari a 2,790921 UA e da un'eccentricità di 0,204228, inclinata di 8,205052° rispetto all'eclittica.
È dedicato a Cheikh Oumar Dia, autore senegalese e organizzatore della spedizione in Senegal per il supporto della missione NASA New Horizons.